# Млинув (Нижньосілезьке воєводство)
Млинув (пол. Młynów, нім. Mühldorf) — село в Польщі, у гміні Клодзко Клодзького повіту Нижньосілезького воєводства.
Населення — 141 особа (2011).
У 1975-1998 роках село належало до Валбжиського воєводства.

## Демографія
Демографічна структура станом на 31 березня 2011 року:
|          | Загалом | Допрацездатний вік | Працездатний вік | Постпрацездатний вік |
| -------- | ------- | ------------------ | ---------------- | -------------------- |
| Чоловіки | 69      | 11                 | 53               | 5                    |
| Жінки    | 72      | 10                 | 40               | 22                   |
| Разом    | 141     | 21                 | 93               | 27                   |